# Фоксман, Авраам
Абрахам Х. Фоксман (англ. Abraham H. Foxman; 1 мая 1940, Барановичи, Белорусская ССР) — американский общественный деятель, правозащитник.

## Биография
Родился в семье Иосифа Фуксмана и Елены Кадошицкой. С 1950 года проживает в США. Окончил в Бруклине иешиву, колледж, а затем университет, доктор права, получил теологическое образование.
Работает в Антидиффамационной лиге (АДЛ) с 1965 года, и возглавляет её с 1987 года и по настоящее время.

## Награды и признание
- Орден «Мадарский всадник» I степени (14 января 2000, Болгария)[1]
- Лауреат Премии Орла Яна Карского (2006) и других премий.
- В октябре 2006 года из рук президента Франции Жака Ширака награждён Орденом Почётного легиона.[2]